# Nučice (powiat Praga-Zachód)
Nučice – gmina w Czechach, w powiecie Praga-Zachód, w kraju środkowoczeskim. Według danych z dnia 1 stycznia 2013 liczyła 1 697 mieszkańców.